# Los Hijos del Santo
Banda mexicana de ska y reggae cristiano, con influencias de cumbia, salsa y música latina. Se formó en Tijuana, Baja California en el año 2006 y tomó popularidad en 2007 con su EP "Shalom", inspirándose en grupos cristianos como The O.C. Supertones y Christafari.

## Inicios
Todos los integrantes de la banda forman parte de comunidades cristianas de la ciudad de Tijuana, pero fue el fundador Octavio Abraham Torres, más conocido como "Tavo", quien desde niño al ir a la iglesia se cuestionó el por qué no existen grupos musicales de renombre pero que participen en el llamado "ministerio musical", con mensajes religiosos, por lo que años después lo lleva a la creación del grupo con los otros integrantes. La premisa del grupo es La ofrecer una opción musical diferente y más atractiva para los jóvenes cristianos y el público en general, con la premisa de alejar a los jóvenes de la violencia que se vive en la ciudad y el país por medio de la música como alternativa.
El nombre de la banda se presta a confusión por relacionarse con el luchador El Santo, pero la agrupación hace hincapié en que su nombre se refiere a "los hijos de Dios".

## Trayectoria
En 2006-2007, la banda grabó un EP y un demo con 8 canciones, titulado “Shalom” estrenado durante la primavera del 2007. 
Durante los siguientes años empezaron a tener una mayor popularidad, y los invitaron a diversos festivales y eventos como el Festiarte 2009 y Rocktubre CECUT 2009, entre otros. En 2012, deciden hacer la remasterización de su EP, y dan a conocer su segunda producción titulada "Los Hijos del Santo". Sus canciones fueron escritas en su mayoría por los mismos integrantes: Tavo Torres, Adrián Torres y Misael Arias, pero también contaron con la ayuda de German Comer y Nahum Flores para la letra de Nuestra Lucha y Libertad respectivamente.
En 2013 tocan junto a la banda chilena Gondwana en su tour "Gondwana, Revolución Tour", presentándose en El Foro de Tijuana con otros invitados como Tomas Pearson, exguitarrista de "Los Cafres".
En 2015 estrenan la tercera producción discográfica "Somos", con canciones escritas por Octavio Abraham Torres, Azael Sánchez y Adrián Torres.
Posteriormente, graban el video oficial del tema "Sistema", lanzado a inicios del 2016.
Después de ganar el primer lugar del evento "Regreso a Clases como un Rockstar", organizado por La Plaza de la Tecnología en 2016, tocaron junto con Panteón Rococó y al siguiente año con La Gusana Ciega.

## Integrantes
- Octavio "Tavo" Torres - Voz y guitarra rítmica
- Adrián "Kabeza" Torres - Saxofón
- Benjamín "Benanzio" Jiménez - Batería
- Azael "AZ Tone" Sánchez - Piano/Órgano/Synth/Coros
- Daniel "Rojo" Galván - Trompeta
- Emmanuel "El Niño" - Bajo
- Yadir "El Chino" Meléndrez - Guitarra lead

Inegrantes anteriores:
- Geovani García
- Carlos Hernández
- Misael Arias
- Jeanete "Juana" Ciénega

## Presentaciones importantes
- Festiarte 2009.[4]
- Rocktubre CECUT 2009.[5]
- Fusionarte 2012.[10]
- Entijuanarte 2012.[4]
- Festival Interzona 2011.[11]
- 23vo Festival Anual Latino de San Diego, 2016 en el Fashion Valley mall.[12]

## Discografía
| Álbum                 | Lista de temas | Fecha de estreno | Sello discográfico       |
| --------------------- | --- | ---------------- | ------------------------ |
| "Los Hijos del Santo" | 1. Lunes 2. Boh 3. Tu Amor 4. Nuestra Lucha 5. Callejón 6. Libertad 7. ¿Por Qué? 8. Prelude 9. Savior 10. Ramona 11. Shalom 12. Sueño 13. Los Hijos        | 2012             | Productora Independiente |
| "Somos"               | 1. La Fiesta 2. Mr. Brown 3. Golden 4. Círculo de Paz 5. Monotonía 6. Amanecer 7. 3 Kalos 8. Sistema 9. Skaza 10. Edificios 11. Reggae in E Minor 12. Taxi | 2015             | Productora Independiente |

## Nominaciones y premios
| Evento | Lugar            | Fecha | Premio    |
| --- | ---------------- | ----- | --------- |
| Disco Ska/Reggae del año en los Premios IMAS (a la música independiente)                                         | México           | 2016  | Nominado  |
| "Regreso a Clases como un Rockstar" Primer concurso nacional de bandas organizado por La Plaza de la Tecnología. | Ciudad de México | 2016  | 1er lugar |